# VfR links der Weser Bremen
Der VfR links der Weser Bremen (offiziell: Verein für Rasensport links der Weser Bremen e. V. von 1913) war ein Fußballverein aus Bremen. Der Verein ging 1971 im SC Rot-Weiß Bremen auf.

## Vereinsgeschichte
Der Verein wurde am 1. Januar 1913 als FC Eintracht Bremen gegründet und wurde später in BV Brema 1913 Bremen umbenannt. 1921 erfolgte eine Fusion mit dem FC Minerva Bremen zum VfR links der Weser. Am 7. Juli 1971 fusionierte der VfR links der Weser mit dem VfB Komet Bremen zum SC Rot-Weiß 96 Bremen. Rot-Weiß Bremen nahm 1978 wieder den Namen VfB Komet an und fusionierte 2006 mit dem TuS Arsten zum TuS Komet Arsten.
Der VfR links der Weser spielte bis auf eine Ausnahme ausschließlich unterklassig. Lediglich zur Spielzeit 1950/51 gelang der Aufstieg in die oberste Bremer Amateurliga, aus der der Verein allerdings als Tabellenletzter sofort wieder absteigen musste.